# تپه چلمبر ۱
تپه چلمبر ۱ مربوط به دوران‌های تاریخی پس از اسلام است و در استان قزوین، شهرستان بوئین‌زهرا، روستای چلمبر واقع شده و این اثر در تاریخ ۱۷ اسفند ۱۳۸۱ با شمارهٔ ثبت ۷۵۵۴ به‌عنوان یکی از آثار ملی ایران به ثبت رسیده است.